# 教育用YouTube
教育用YouTube（きょういくようユーチューブ）では、YouTubeの教育現場での使用例について説明する。 

## 歴史
YouTubeは2005年に動画配信プラットフォームとして設立され、2019年現在最も訪問されているWebサイトである。サイトを立ち上げて間もない頃からMIT OpenCourseWareやTEDなどの教育機関がコンテンツの配信にYouTubeを使用し、その後さまざまなクリエイターが科学に関する学習のための動画などをアップロードし始めた。

### カーンアカデミー
カーンアカデミーでは、科学と数学のほぼすべての分野でチュートリアルを作成し、公式のSATの準備を開始している。YouTubeチャンネルは、2006年に金融評論家として働いていたサル・カーンによって設立された。彼が作成した動画は、これまでにないレベルの人気に達し、最初の数年間で何億もの再生回数を記録した。これにより、Khanは2008年にカーンアカデミー非営利組織を設立し、2009年に教育に専念するために辞職した。これまでに、Khan Academyは2万本以上の動画を制作し、YouTubeでの再生回数は17億回を超えている。  

### Smarter Every Day
YouTubeチャンネル「Smarter Every Day」のクリエイターであるデスティンサンドリンは、2007年からサイトに教育用ビデオを投稿している。シリーズの各エピソードは、特定の興味深いトピックを提起する。約30分の動画内では専門家に出会ったりさまざまな概念の実験を行ったりし、トピックをより深く理解し、YouTubeの視聴者に提示・説明する。デスティン (Destin)のビデオは、ロケット科学の詳細から「backwards bike (日: 後方の自転車)」を使用するトレーニングによって脳の働きを理解するまですべてをカバーしている。デスティンは2016年にオバマ大統領にインタビューした。 

### Vsauce
Vsauceは2010年にMichael Stephensにより設立されたチャンネルであり、名前の由来はランダムに名前を生成するジェネレーターから取ったとしている。このチャンネルは元々、DONG（Do Online Now Guys）などの動画をアップロードしていたところ、教育動画が注目を集めた。動画の流れはマイケルが簡単な質問をし、数学、物理学、さらには心理学を使用して質問を分析し、分析的思考を通して興味深い結論を導く、というもの。VsauceはYouTube上で最も人気のある教育チャンネルの1つになったため、それぞれKevin LieberとJake Roperが管理するVsauce 2や3などの他のチャンネルの作成につながった。また、マイケルは、Brain Candy Live!というライブショーを開催した。Mythbustersの元ホスト、アダム・サヴェッジが2017年に全米ツアーを行った。 

### YouTube EDU
Googleは、教育コンテンツのリポジトリとして2009年にYouTube EDUを作成した。2015年の時点で、70万本を超える動画がYouTube EDUに投稿されている。YouTube EDU内のコンテンツは、PBS、カーンアカデミー、Steve Spangler Science、Numberphile、TEDなどによって制作・投稿されている。  

## 医学教育
YouTubeには医療を教えるために投稿されている動画も存在する。YouTubeを利用している解剖学コースでは、98％の生徒が該当動画を視聴し、うち92％が解剖学的概念の理解に役立ったと述べている。YouTubeの臨床技能教育に焦点を当てた2013年の研究では、様々なトピック（静脈穿刺、創傷治療、CPR(心肺蘇生法)など）で最もアクセスしやすい100本のビデオは、一般的には満足できるものではないことが分かった。  
歯科と歯科教育に関するYouTubeの価値も評価されている。特に「教育」として分類された歯科用動画は、全てのカテゴリの動画と比較して、歯科学生にとってはるかに高い価値があると評価された。「教育」とマークされたビデオのほとんどは、歯科専門家によって非常に優良と見なされた。  

## YouTubeの教育チャンネルのリスト
| チャンネル名                           | 開設した年 | 分野                                               |
| -------------------------------------- | ---------- | -------------------------------------------------- |
| Smarter Every Day                      | 2006年     | 科学                                               |
| 3Blue1Brown                            | 2015年     | 数学（微積分、微分方程式、幾何学、応用数学物理学） |
| CrashCourse                            | 2006年     | 全般                                               |
| Vsauce                                 | 2010年     | 科学                                               |
| Kurzgesagt - In a Nutshell             | 2013年     | 物理学、生物学、天文学                             |
| Khan Academy                           | 2006年     | 科学、人文科学                                     |
| Everyday Astronaut                     | 2013年     | 航空宇宙工学、宇宙ニュース                         |
| TED Talks                              | 2006年     | 科学、人文科学                                     |
| The King of Random                     | 2010年     | 実験                                               |
| AsapSCIENCE                            | 2012年     | 物理学、生物学、心理学                             |
| Michel van Beizen                      | 2012年     | 物理学、化学、数学、天文学、工学                   |
| Primer                                 | 2018年     | 数学、統計学、自然選択説                           |
| Physics Girl                           | 2011年     | 実験、デモンストレーション、物理科学               |
| Primer                                 | 2018年     | 数学、統計学、自然選択説                           |
| 予備校のノリで学ぶ「大学の数学・物理」 | 2017年     | 数学、物理学                                       |
| とある男が授業をしてみた               | 2012年     | 数学、国語、理科、社会、英語                       |
| Masaki Koga                            | 2014年     | 数学                                               |